# Tanytarsus thaicus
Tanytarsus thaicus är en tvåvingeart som beskrevs av Moubayed 1991. Tanytarsus thaicus ingår i släktet Tanytarsus och familjen fjädermyggor.
Artens utbredningsområde är Thailand. Inga underarter finns listade i Catalogue of Life.